# Vlag van Heiloo

Huidige vlag van de gemeente Heiloo

Vorige vlag (officieus tot 2021)

De vlag van Heiloo bestaat uit twee horizontale banden van gelijke hoogte van geel en blauw en, als kanton, een wit kruis op een rood vierkant.
De huidige vlag werd door de gemeenteraad op 27 mei 2021 officieel aangenomen en op 2 juni dat jaar officieel bekendgemaakt tijdens het afscheid van burgemeester Hans Romeyn. De vlag werd met behulp van de Hoge Raad van Adel ontworpen.
De gele streep symboliseert de strandwal in het Nederlandse landschap. De kleuren van de vlag zijn afkomstig van de vlag van Noord-Holland. Geel en blauw zijn ook de kleuren van de christelijke heilige Willibrord. Het rode veld met het witte kruis in het kanton zijn afkomstig van het gemeentewapen.
De vorige vlag voor 2021 werd zonder dat deze officieel was vastgesteld door de gemeente gebruikt. Hij bestaat uit een witte achtergrond waarop het gemeentewapen is afgebeeld. Tevens is op een zilveren lint het onderschrift Heiloo toegevoegd. Deze is echter nooit officieel vastgesteld. Ook is deze niet goedgekeurd door de Hoge Raad van Adel en niet opgenomen in het officiële vlaggenregister. De huidige vlag is vastgesteld door gemeenteraad, ter vervanging van de vorige vlag.

## Zie ook

Wapen van Heiloo